# Берхтесгаденські Альпи
Берхтесгаденські Альпи (нім. Berchtesgadener Alpen) — гірський масив Північних Вапнякових Альп, названий на честь містечка Берхтесгаден, розташованого в центрі. Центральна частина належить району Берхтесгаден на південному сході Баварії, Німеччина, тоді як прилегла територія на півночі, сході та півдні є частиною австрійської землі Зальцбург.

## Географія

### Гори та озера
Найвищою горою Берхтесгаденських Альп є Гохкеніґ (2 941 м над морем), розташований в австрійській частині, а найвідомішою вершиною є масив Вацманн, третя за висотою гора Німеччини (2 713 м.н.м.). Хребет також включає схил Оберзальцберг на схід від Берхтесгадена, відомий колишньою резиденцією «Берггоф» Адольфа Гітлера. Мальовниче серце масиву утворене льодовиковим озером Кенігзее зі знаменитою паломницькою церквою Святого Варфоломія та меншим озером Оберзее, яке є частиною національного парку Берхтесгаден, створеного 1978 року. Територія також включає льодовики, такі як Блауайс, а також високе карстове плато Штайнернес Меер (букв. — «Кам'яне море»).

#### Піки
Найважливішими вершинами Берхтесгаденських Альп є (групи по порядку висоти):
- Масив Гохкеніґ: Гохкеніґ (2 941 м), Гохзайлер (2 793 м), Торзойле (2 587 м), Мандлванд
- Масив Ватцманн: Вацманн-Міттель- (2 713 м) та -Зюдшпітце (2 712 м), Кляйнер Ватцманн (Ватцманнфрау, букв. «жінка Вацманна», 2 307 м), Вацманнкіндер (букв. — «діти Вацманна», до 2 270 м)
- Штайнернес Меер: Зельбгорн (2 655 м), Шенфельдшпітце (2 653 м), Брандгорн (2 609 м), Ґроссер Гундстод (2 594 м), Фунтензеетауерн (2 579 м), Вілдальмкірхль (2 578 м), Шарек (2 570 м), Брайтгорн (2 504 м), Перзайлгорн (2 347 м)
- Гори Гохкальтер: Гохкальтер (2 607 м), Гохайсшпітце (2 521 м), Зеегорн (2 321 м)
- Ґелльсток: Високий Ґелль (2 522 м), Високий Бретт (2 340 м), Дженнер (1 874 м), Агорнбюхсенкопф (1 604 м)
- Гори Гаген : Гроссес Тойфельсгорн (2 363 м), Калерсберг (2350 м), Шнайбштайн (2276 м)
- Райтер Альпе : Штадельгорн (2 286 м), Ґросес Гойзельгорн (2284 м), Вагендрішельгорн (2 251 м), Гросес Мюльштурцгорн (2 235 м), Ґросес Грундюбельгорн (2 098 м), Шоттмальгорн (2 045 м)
- Унтерсберг : Берхтесгаден Гохтрон (1 977 м), Зальцбург Гохтрон (1 853 м)
- Латтенгебірге : Картопф (1 738 м), Драйзессельберг (1 680 м), Предігтштуль (1 618 м)

### Межі та сусідні групи
Берхтесгаденські Альпи межують з наступними іншими гірськими групами Альп:
- Гори Зальцкаммергут на схід (група Остергорн), розділені басейном Зальцбурга (місто Зальцбург, Галлайн)
- Тенненбірґе на південний схід, на протилежному боці розриву Зальцах біля перевалу Люг
- Зальцбургер Шиффен Альпи на півдні, розділені лінією від Бішофсгофен — Мюльбахталь (село Мюльбах) — сідловина Дінтен — Дінтен — сідловина Фільцен — Урслау через Марія-Альм до Зальфельдена
- Кіцбюельські Альпи на невеликій ділянці на південному заході поблизу Зальфельдена
- Гори Лофер і Леоганг на захід, від долини Зальцбург Салах аж до Лофера
- Кімгауські Альпи на північний захід від Ункена (Зальцбург) через баварський Шнайцльройт до Бад-Райхенгалля

Берхтесгаденські Альпи включені під цією назвою до загальновизнаної класифікації Східних Альп Альпійського клубу (AVE) як гірська група №10 і включаються до складу Північних Вапнякових Альп.

## Галерея

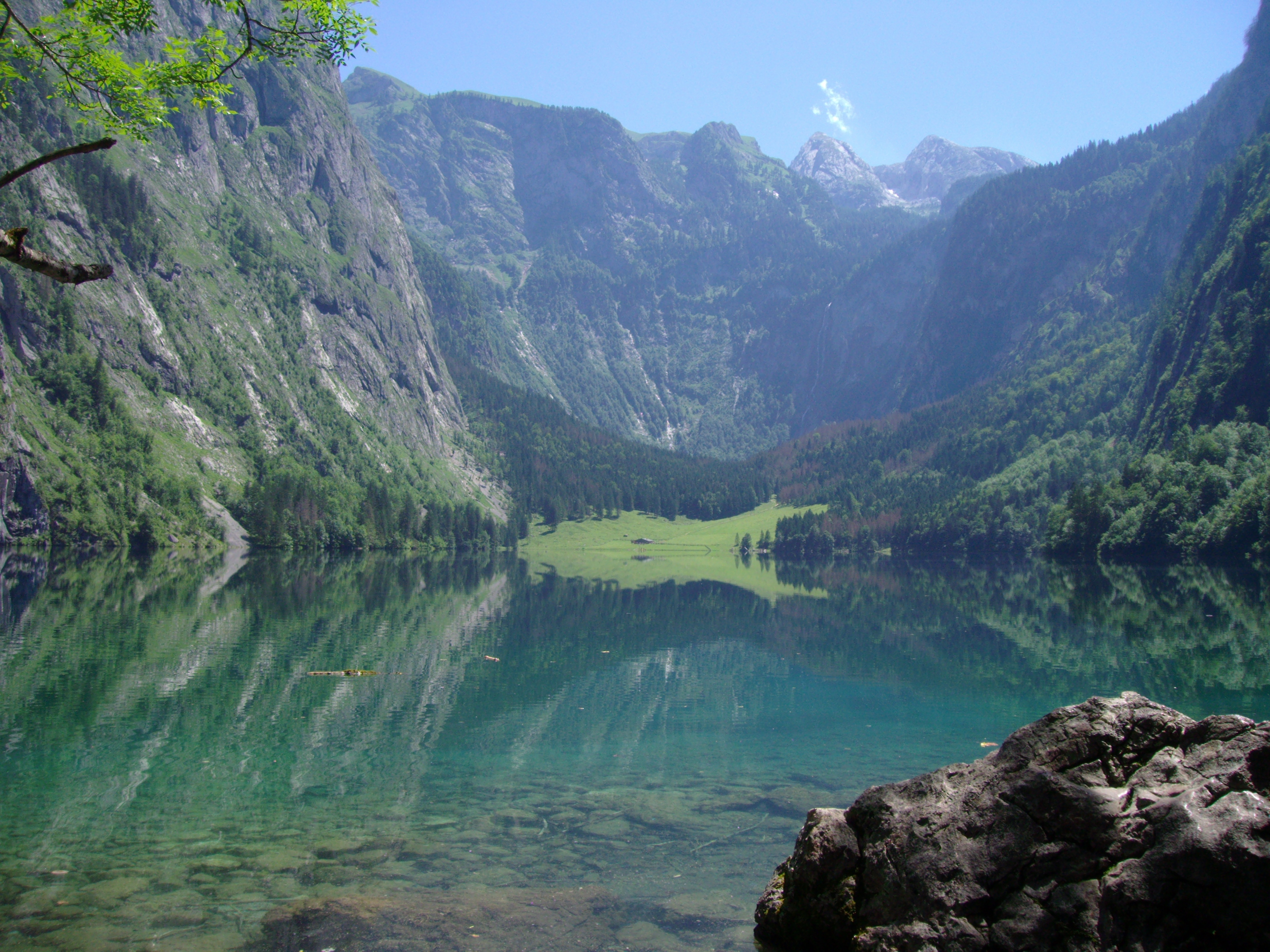
Оберзее (Кенігзее)
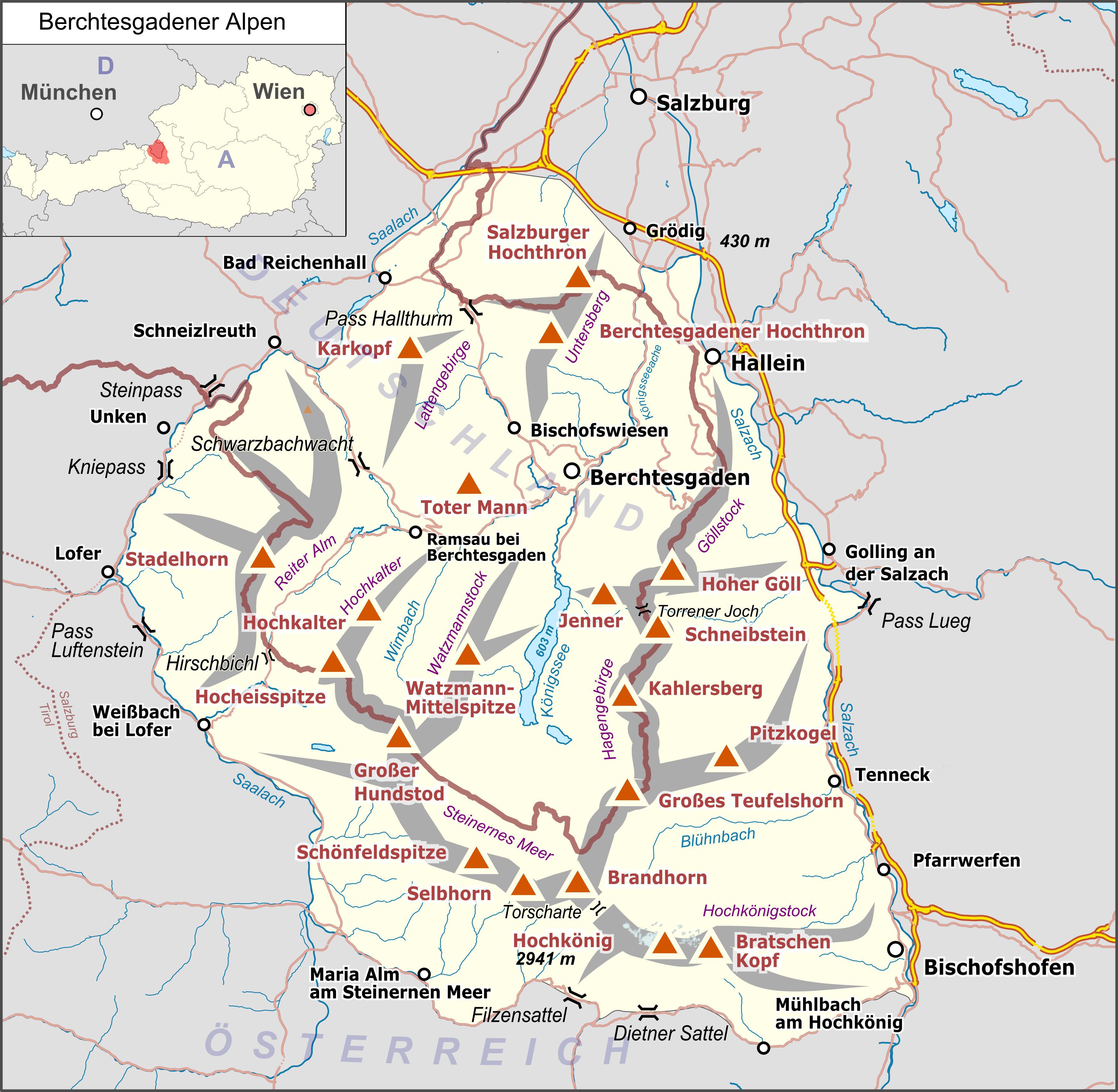
Масиви і вершини Берхтесгаденських Альп
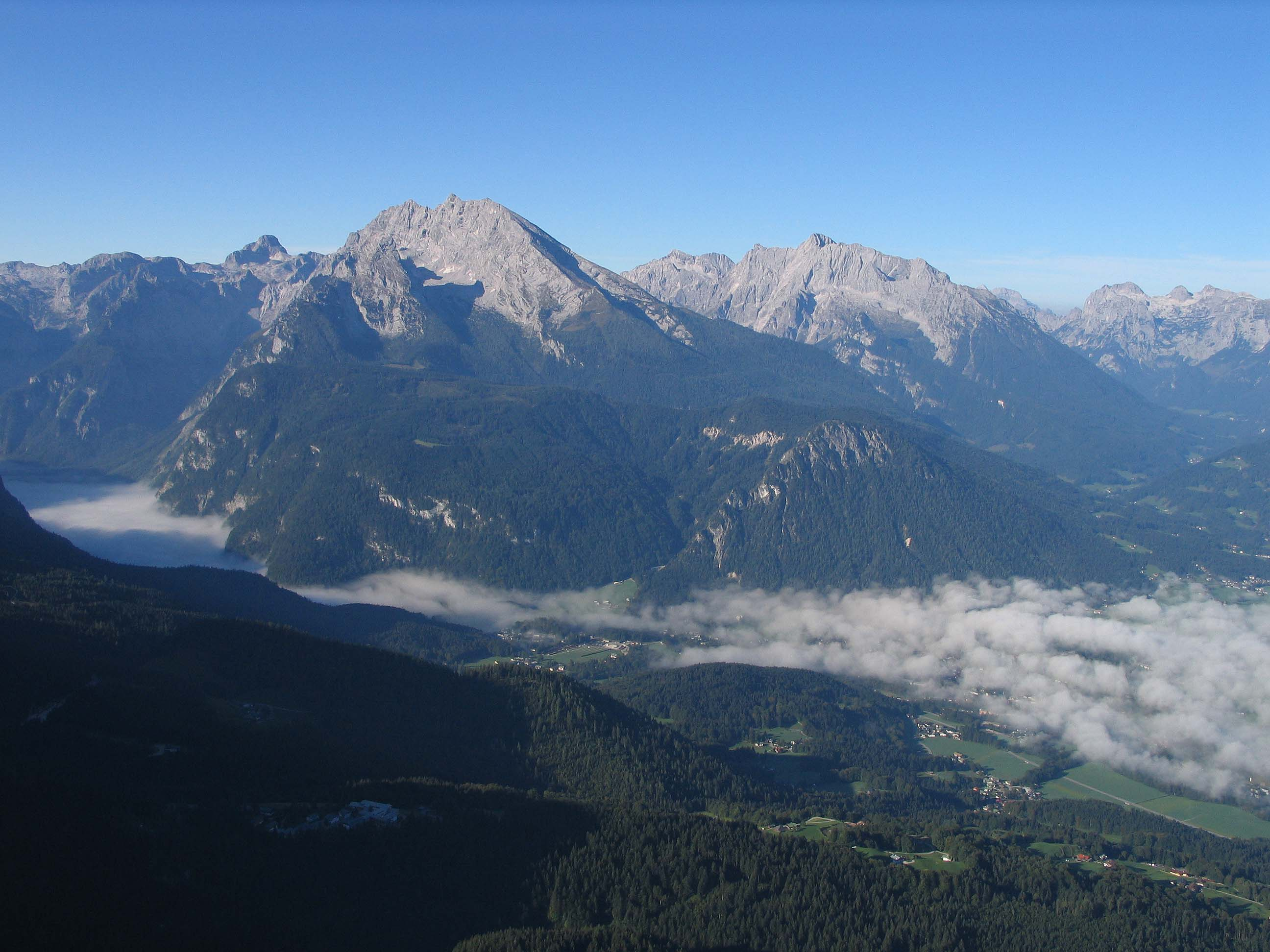
Вид на Вацманн і Гохкальтер від Кельштайнгауса
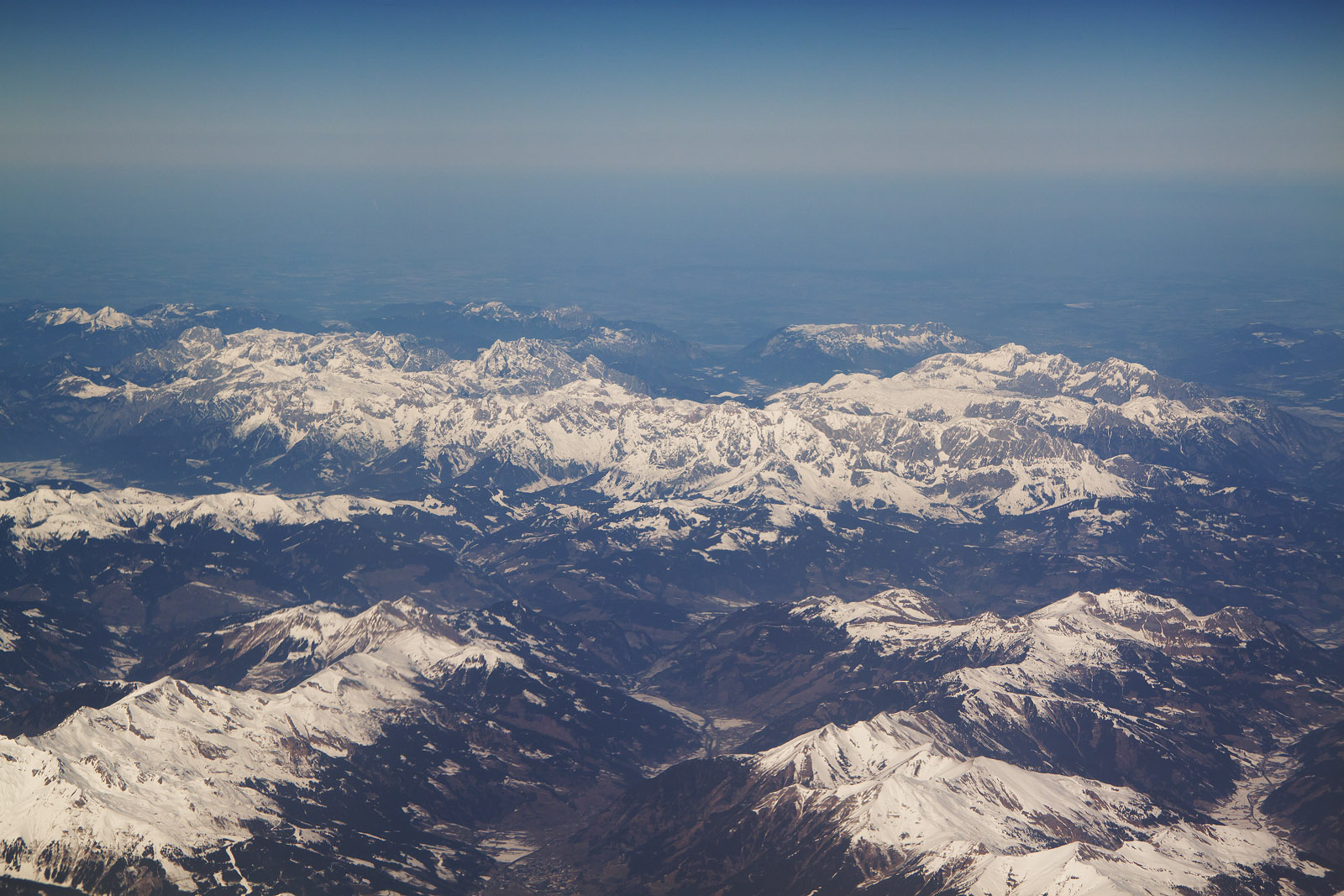
Вид на Берхтесгаденські Альпи з висоти 10 000 м.н.м.